# Míder

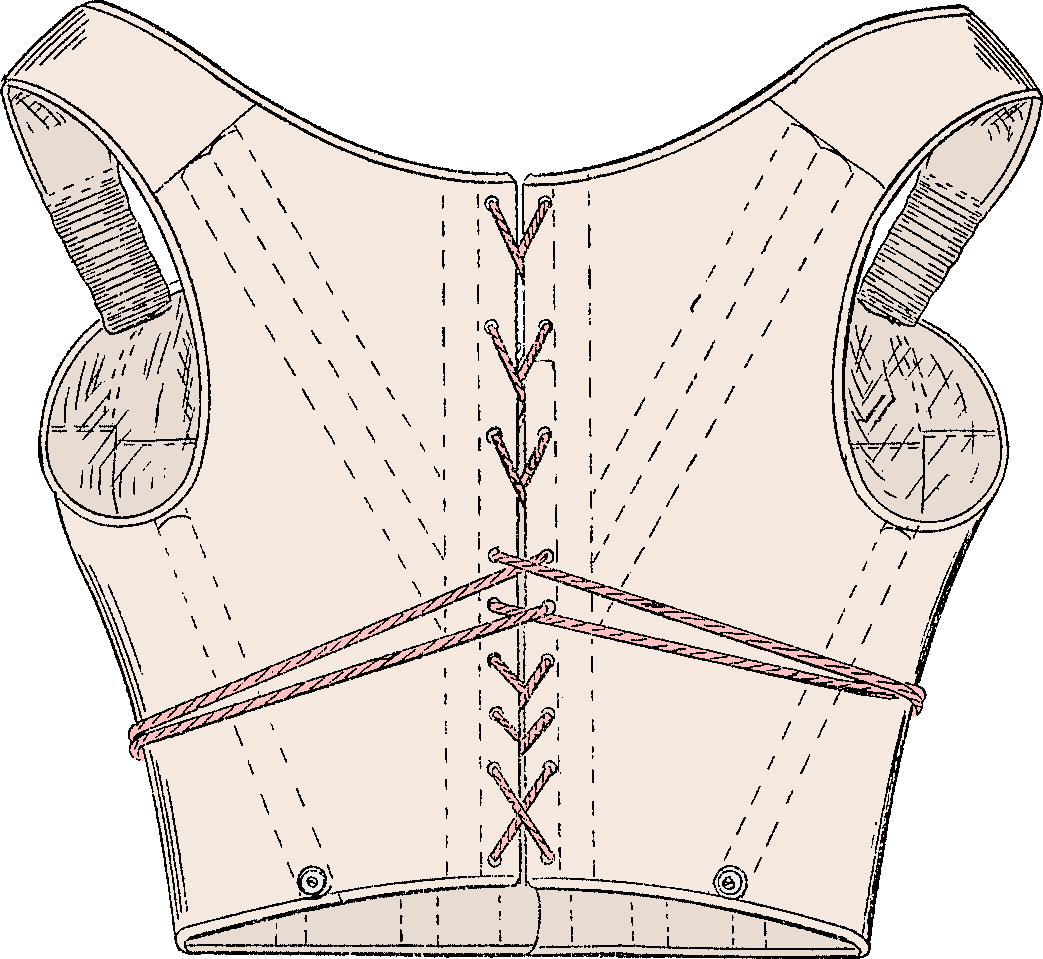
1863-as szabadalmi rajz

A míder (midér) egy, a fűzőre emlékeztető ruhanemű. A szó német eredetű, de a német nyelvterületen belül napjainkban nem egységesen használják, mást és mást értenek alatta:
- Németországban a míder alatt egy, a mell alatti fűzőre vagy a derékfűzőre emlékeztető fehérneműt értenek, ami azonban hosszabban lenyúlik a csípőre, és 6-8 darab harisnyatartóval van ellátva. Ezek elasztikus anyagból és általában merevítő nélkül készülnek (esetenként műanyagmerevítőkkel), így Németországban a míder gyakorlatilag a modern korszázs és a csípőszorító sajátos ötvözete.
- Ausztriában viszont egy jóval tágabb ruhanemű-kategóriát jelent a míder szó, ami a fent leírt fehérneműn kívül magában foglalja a műanyag merevítős és díszítő jellegű, felsőruházatként viselt fűzős felsőrészeket is, függetlenül attól, hogy szoknyához varrva vannak-e vagy sem.
- Magyarországon a míder szó az osztrák értelmében honosult meg, ami feltehetőleg a két nép több évszázados közös múltjára vezethető vissza.

## Története
A történelem folyamán nem mindig jellemezte ez a kettősség a míder szó használatát. Még a fűző megjelenése előtt léteztek fűzött felsőrészek. Ezek voltak a korai középkori míderek, amiket elöl zsinóros fűzés díszített. A történelmi míderek nőies szabásukból kifolyólag a derekat is kihangsúlyozták, de nem formáltak tipikus homokóraalakot. Belőlük fejlődött ki viszont (kb. a 14. századra) a darázsderékkal asszociált, alakformáló fűző. 
Egyes vélemények szerint a korai középkorban elterjedt míderek a fűző előfutárai, viszont osztrák és svájci divattörténeti áttekintésekben nem ritkán szinonimaként használják a fűző és a míder szavakat. 
A 19-20. századi fűzőellenes kampányok nyomán kialakult a modern korszázs széles skálája. Ezen belül az utóbbi évtizedekben különösen a pánt nélküli, vállat szabadon hagyó és derékban karcsúsított (dísz)fűzős  felsőrészek váltak újra divatossá és terjedtek el – azaz a divat történetében (ismét) egy régről már ismert fejezet köszöntött be.
A tetszetősnek (remélt, vágyott) testforma, ill. az ezt elősegítő ruhadarab (sokat sejttető, de még többet takaró "testpáncél") azonban nem volt mindenkinek ínyére. Egy 1896-os tréfás versezet férfi szemszögből láttatja a míder kritikáját (Zsivánka álnéven – szerzője Ivánka István író, főispán).

Hajdan és most

Könnyű volt a hajdan korban,
Mely nem ismert púdert, midért,
Hellas habszülötte lánya,
Lelkesülni kellemidért!

Ah de most! bár én szeretném,
S bár a tempót is megteszem:
Csak a midért nyomorgatom,
És hozzá rizspúdert eszem!